# كمان

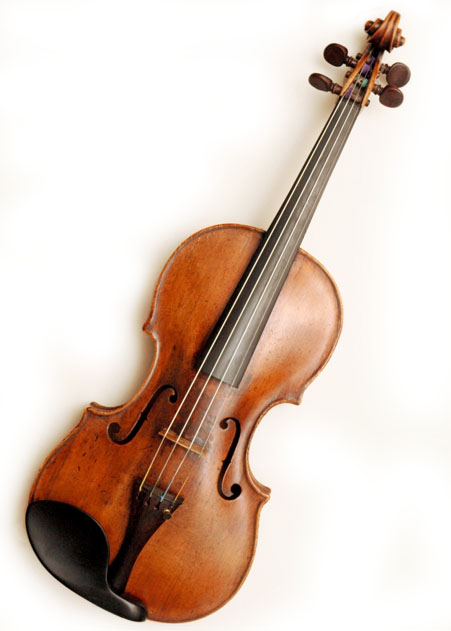
الكمان

الكمان  هي آلة وترية ذات أربعة أوتار، ومن أشهر الآلات التي استخدمت في الموسيقى التقليدية، ويوصف صوتها بأحن أصوات الآلات الموسيقية. الكمان أرقى الآلات الوترية ذات القوس، وهو الأكثر تعبيرًا بينها كلها. وقد زاحمت هذه الآلة وأسرتها سائر الآلات الوترية، وأصبح لها السيادة عليها منذ أكثر من قرنين، ولا تزاحمها في تلك السيادة آلة أخرى غير البيانو. إلا أن هذا الأخير لم يستطع أن يضعف من مركز آلة الكمان أو أن ينال من سيادتها، ذلك أن البيانو والكمان آلتان لا تتضاربان، فلكل منهما خصوصيته.

## التاريخ
معظم الآلات الوترية السابقة كانت قيثارية (مثل القيثارة اليونانية ). يرجح بأن آلات ذات النبل نشأت في الثقافات الفروسية لآسيا الوسطى، كمثال على ذلك البزق الذي نشأ في العصر الحديث لأوزبكستان أو Kobyz (لكازاخستانية) وهي آلة وترية تركية كازاخستاية قديمة أو الآلة المنغولية Morin Khuur:
ربما كان الفرسان الأتراك والمنغوليين من أسيا الداخلية أقدم عازفي كمان في العالم. كانت كماناتهم المستقيمة ذات الوترين موترة من أوتار شعر الخيل. يعزف عليها بنبالات شعر الخيل، وغالباً ما تتميز برأس حصان منحوت في نهاية العنق. الكمان، الكمانات والتشيلوهات التي نعزف عليها اليوم والتي ما زالت نبالاتها موترة من شعر الخيل عبارة عن إرث من البدو.
يعتقد بأن تلك الآلات انتشرت أخيراً إلى الصين، الهند، الإمبراطورية البيزنطية والشرق الأوسط حيث تطورت إلى آلات مثل الأرهو في الصين، القيثارة في الإمبراطورية البيزنطية والإسراج في الهند، والربابة في العالم العربي. وتعتبر الربابة الجد الأول والمباشر لجميع الآلات الوترية ذات القوس الأوروبية والتي تطورت فيما بعد إلى آلة الليرا البيزنطية في القرن التاسع وثم إلى الريبيك الأوروبية.
الكمان في هيأته الحالية ظهر شمالي إيطاليا في القرن السادس عشر حيث حافظت بلدات ميناء البندقية وجنوة على علاقات واسعة مع آسيا الوسطى من خلال مسالك التجارة لطريق الحرير.
تطور الكمان الأوروبي الحديث من مختلف الآلات الوترية ذات النبل من الشرق الأوسط والإمبراطورية البيزنطية. من المرجح أن أوائل من صنع الكمان قاموا بالاقتباس اعتماداً على ثلاثة أنواع من الآلات الحالية: الربابة وهي قيد الاستخدام منذ القرن العاشر (هي نفسها مستمدة من القيثارة البيزنطية والربابة العربية)، نهضة الكمان، والقيثارة ذات الذراع (المستمدة من القيثارة البيزنطية). أحد الأوصاف الصريحة القديمة للآلة، بما في ذلك أنغامها، كان في الكتاب الموسيقي لجامب دي فير الذي طبع في ليون عام 1556. قبل ذلك الوقت كان الكمان قد بدأ بالانتشار عبر أوروبا.
أقدم كمان موثق بأربعة أوتار، كالكمان الحديث، من المفترض أنه أنشئ في 1555 من قبل أندريا أماتي، لكن التاريخ غير معروف (كمانات أخرى تم توثيقها علمياً قبل ذلك كانت تحتوي على ثلاثة أوتار فقط وتدعى فيوليتا). قدمت البندقية إسهاماً مهماً لولادة الكمان والذي كان يعرف محلياً بـ«القيثارة» ربما مستمد من اسم الآلة البيزنطية المستقيمة ذات النبال. هذه على الأرجح كانت مستمدة من الآلة اليونانية القديمة رغم أنها كانت نقرية أكثر من كونها ذات نبال. في فترة الـ1510 (حوالي خمسين عام قبل النشاط المزدهر لأندريا أماتي) كان يتواجد في البندقية سبعة "lireri" أو صناع لآلات ذات النبل بما في ذلك كمان البروتو. أصبح الكمان وبشكل فوري شائعاً جداً لدى كل من عازفي الطرقات والنبلاء، مفسراً حقيقة أن الملك الفرنسي تشارلز التاسع أمر أماتي أن يصنع له 24 كماناً عام 1560. إحدى تلك الآلات، التي تسمى الآن تشارلز التاسع، أقدم كمان على قيد الحياة. أفضل كمان متطور ومنحوت ومزين في العالم هو كاسبارو دا سالو (1574) المملوك من قبل فرديناند الثاني أرشيدوق النمسا وبعده منذ عام 1841 من قبل الفنان المبدع النرويجي أول بول الذي استخدمه لأربعين عاما ولآلاف الحفلات نظراً لقوته وجمال لحنه وهو مشابه لكمانات غوارنيري. موجود الآن في متحف الفن الزخرفي غرب النروج في بيرجن. المسيح أو " Le Messie " (يعرف أيضا بالـ" Salabue") صنع من قبل أنتونيو ستراديفاري سنة 1716 ما زال صالح وهو موجود الآن في متحف أشموليان في أكسفورد.

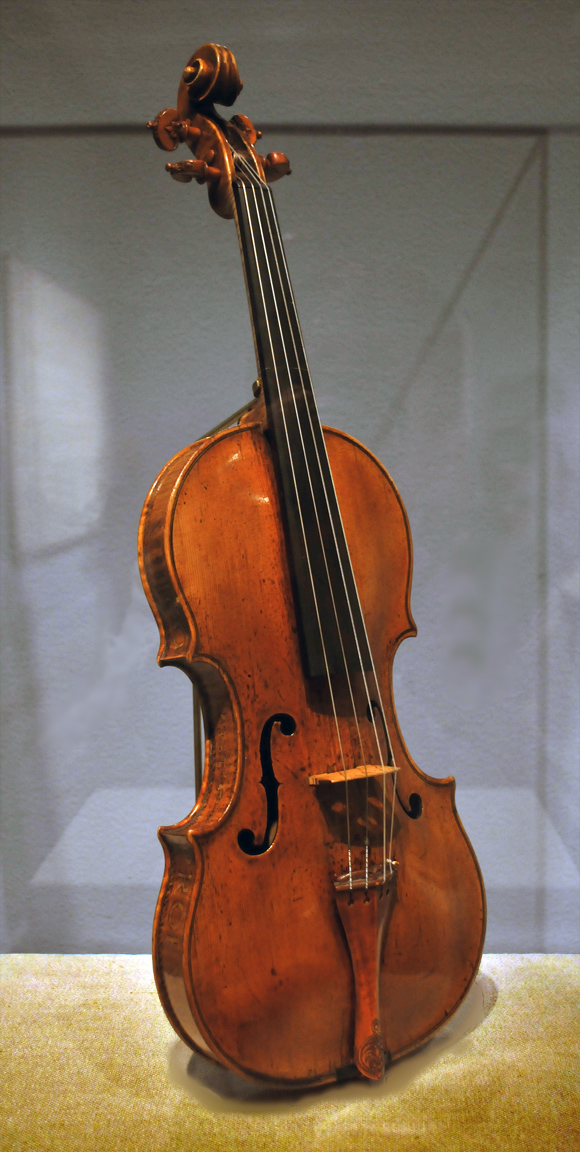
هذا الكمان قد يكون جزأ من آلات العزف التي استخدمت عند زواج الملك فيليب الثاني ملك إسبانيا من إليزابيث من فالوا عام 1559 والذي يجعله من أقدم الكمانات الموثقة والمعروفة عالميا.

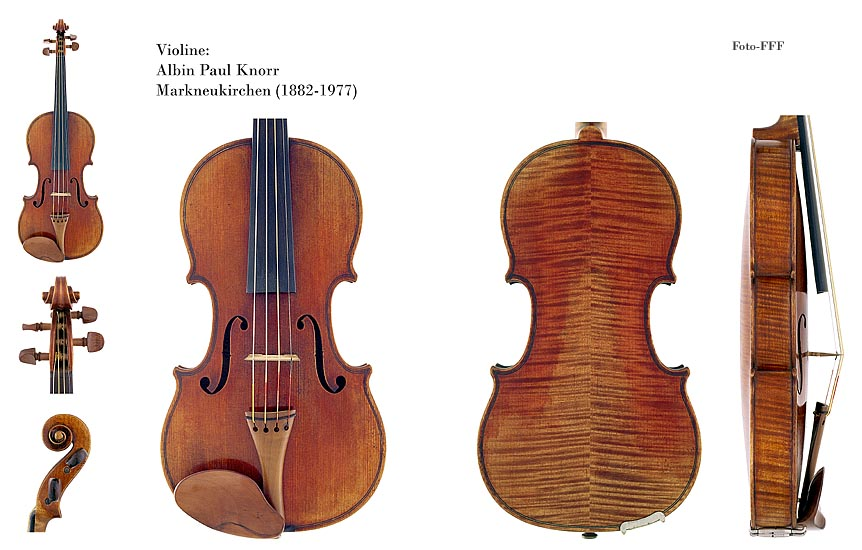
كمان

أشهر صانعي الكمان (luthiers) بين القرن السادس عشر والقرن الثامن عشر يشمل:
- مدرسة بريشيا، بدأت في أواخر القرن الرابع عشر بالقيثارات والكمانات ونشطت في مجال الكمان في النصف الأول من القرن السادس عشر
- عائلة دالا كورنا، نشطت في بريشيا وفينيسيا في إيطاليا 1510- 1560
- عائلة ميشيلي، نشطت في بريشيا 1530 - 1615
- عائلة انفراردي نشطت في بريشيا 1550 - 1580
- عائلة بيرتولوتي كاسبارو دا سالو، نشطت في سالو وبريشيا 1530 - 1615
- جيوفاني باولو ماجيني، نشط في بريشيا 1600 - 1630
- مدرسة كريمونا، بدات في منتصف القرن السادس عشر بالكمنجات وفي مجال الكمان في النصف الثاني من القرن السادس عشر
- عائلة أماتي، نشطت في كريمونا في إيطاليا 1550 - 1740
- عائلة غوارنيري، نشطت في كريمونا 1626 - 1744
- عائلة ستراديفاري، نشطت في كريمونا 1644 - 1737
- مدرسة البندقية مع حضورعدد من صانعي الآلات ذات النبل من أوائل القرن السادس عشر (في فترة 1490 - 1630 تم تسجيل أكثر من 140 صانع آلات وترية)
- عائلة لينارولو، نشطت في البندقية 1505 - 1640
- ماتيو غوفريلر 1659 - 1742
- بيترو غارنيري 1695 - 1762
- دومينيكو مونتاجنانا 1686 - 1750
- سانتو سيرافين 1699 - 1766

حدثت التغييرات المهمة في بناء الكمان في القرن الثامن عشر، خصوصا في الطول وزاوية العنق، بالإضافة إلى الوزن. غالبية الآلات القديمة خضعت لتلك التعديلات، وبالتالي أصبحت بحالة مختلفة كثيراً عما كانت عليه بعد مغادرة أيدي صانعيها وبلا شك مع تغييرات في الصوت والاستجابة. لكن تلك الآلات في حالتها الراهنة تم تصميمها لتحقق الكمال في حرفية الكمان والصوت، ويحاول صانعي الكمان حول العالم الاقتراب من مطابقة هذا النموذج قدر الإمكان.
حتى يومنا هذا إن الألات التي تنتمي لما يسمى العصر الذهبي لصناعة الكمان، خصوصاً تلك المصنوعة من قبل ستراديفاري، غوارنيري ديل جيسو ومونتاغنانا هي الأكثر رواجاً بعد ألات كل من الجامعين والعازفين. الرقم الحالي للمبلغ المدفوع لكمان ستراديفاري 9.8 مليون جنيه إسترليني (15.9 مليون دولار أمريكي)، عندما تم بيع الألة المعروفة بليدي بلونت بواسطة مزادات تاريسيو في مزاد على الإنترنت في 20 حزيران 2011.

## من الرباب إلى الكمان
من أقدم أنواع الكمان آلة الـ"Rebec" أو الـ"Rabébe" المشتق من الرباب العربي. والرباب وصل إلى أوروبا عن طريق القسطنطينية باتجاه الأندلس وصقلية، وأخذ بالتطوّر. فقد عرفت هذه الآلة الكثير من التعديل في ما يختص بصناعتها وتقنية العزف عليها (وضعية القوس، الشكل الخارجي، عدد وقوة شد الأوتار، الفتحات...)، إلى أن اتخذت شكلها الحالي في القرن السادس عشر، وكان ذلك في إيطاليا الشمالية.
وصلت آلة الكمان إلى شكلها المعروف حاليا على عائلات: أماتى (Amati) وستراديقارى (Stradivari) وجوارنيرى (Guarneri) في إيطاليا خلال القرن السابع عشر، وأوائل القرن الثامن عشر. وقد استقر شكلها منذ ذلك الحين. وتُصنع آلة الكمان من تسع وسبعين قطعة منفصلة على الأقل. ويُشد عليها أربعة أوتار مختلفة السمك، وتصدر النغمات عندما يمرر العازف القوس على أوتار الكمان. كما أن العزف قد يحنى القوس جانبا، ويعزف الأوتار باصبعه فيما يعرف بالعزف نبراً (Pizzicato). وأحيانا يطلب المؤلف الموسيقى من العازف ان يستخدم كاتم الصوت (Sordino)، وهى قطعة من الخشب أو المعدن أو المطاط، تشبه المشط وتثبت على الفرس -وهى قطعة الخشب المستعرضة الموجودة على صدر آلة الكمان والتي تشد عليها الأوتار، فيخفت الصوت، ويتغير لون النغمات الصادرة منها. وآلة الكمان هي أكثر الآلات الموسيقية المحببة إلى كل نفس، لاقترابها من طبيعة الصوت البشرى. وفي الأركسترا تقسم آلات الكمان إلى مجموعتين، هي مجموعة آلات الكمان الأولى، ومجموعة آلات الكمان الثانية.

## مكانة الآلة وأهميتها
تعد هذه الآلة من أكثر الآلات الوترية تعبيراً لأن بإمكانها تجسيد كل التعابير الإنسانية (و يرى البعض أنها تعبر عن أرق المشاعر والأحاسيس حتى أقوى الانفعالات كالغضب واليأس)؛ وذلك بسبب تعدد تقنيات العزف عليها، مما يعطيها قوة تعبير خارقة. وقد لاقـت آلة الكمان رواجاً عظيماً لدى كل الشعوب لا سيما بعد أن منحها الموسيقار الإيطالي منتفردي السيادة على آلات الأوركسترا في الأوبرات وغيرها، وأصبحت الفرق الموسيقية تعتمد عليها، حتى بات عدد آلات الكمان (ورفيقاتها) في الفرق السمفونية يبلغ نحو نصف المجموع الكلي للآلات جميعها. وأصبح الرباعي الوتري في موسيقى الحجرة يعتمد على أسرة هذه الآلة، كما أن للكمان رصيداً هائلاً عبر التاريخ من المؤلفات العظيمة الخالدة، فقلّما نجد مؤلّفاً موسيقياً عظيماً لم يكتب أعمالاً لهذه الآلة أو أسرتها (باخ، بيتهوفن، موزار، باغانيني)، وتشارك أسرة الكمان في كل السمفونيات كونها عنصراً أساسياً في الأوركسترات السمفونية. إن أول من أدخل الكمان بشكله الحالي على الموسيقى العربية هو العازف أنطوان الشوا والد سامي الشوّا المعروف بـ«سلطان الكمان»، وذلك في أواخر القرن التاسع عشر، وقد أخذ الكمان بالازدهار في الموسيقى العربية بعدما دخل في التخت الشرقي، ولا يزال حتى الآن مستعملاً في أكثر الفرق العربية. وهنالك مؤلفون عظماء كانوا بالأساس عازفي كمان أو فيولونسيل مثل مارسيل خليفة وتوفيق الباشا وغيرهم.

## عائلة الكمان
تتكون عائلة الكمان من أربعة آلات وترية هي:
- الكمان (Violin)
- الفيولا (Viola)
- التشيللو (Violoncello)
- الكمان الأجهر(Double bass) أو الكونترباص

حيث تشكل هذه الآلات العمود الفقري للأوركسترا السيمفونية الحديثة.

## صناعة الكمان
تتوقف جودة الكمان على جودة خشب الصندوق المصوّت، وإتقان الصنعة ومراعاة دقة مقاييس النسب بين القطع المكوّن منها. وكلما تقدمت آلة الكمان في الاستعمال أصبح خشبها أكثر مرونة وأصبحت الأصوات الصادرة عنها أرق وأحلى (بعكس البيانو)، وبات ثمنها أغلى. تُصنَع آلة الكمان وأسرتها من خشب الصنوبر، ويخزّن الخشب قبل تصنيعه إلى أن يجف تماماً، حتى لا تتغير نسب الأبعاد التي صنعت عليها أجزاء الصندوق المصوّت، والتي يجب أن تظلّ دائماً على النحو الذي ضبطها عليه الصانع بحيث لا تؤثر فيها عوامل الحرارة أو البرودة أو الجفاف أو الرطوبة. ويتم دهن الآلة بطبقات عدة من الطلاء الذي يؤثر تأثـيراً مـهماً على نوعية الصوت وقماشته. إضافة لذلك هناك قوس الكمان وهو جزء منفصل عن آلة الكمان يتكون من قطعة طويلة من الخشب المتين و المرن متصلة بشعر الحصان أو بشعر صناعي (160-180)شعرة ويلعب دور أساسي في انتاج وجودة الصوت على الآلة. تمـيّزت في صناعة الكمان منطقة كريمـونا الإيطالية معقل صناعـة الآلات الموسيقية وكانت أسرة آماتي "Amati" وغارنيري "Guarneri" من أهم الأسر التي اشتهـرت بصناعـة هـذه الآلات، خصوصـاً في القرن السابع عشر. إنما الأشهر على الإطلاق حتى الآن أسرة ستراديفاري "Stradivari" التي بفضلها بلغت صناعة الكمان أوج الكمال في أوائل القرن الثامن عشر، كما وأنه حتى الآن لم يستطع صانعو الآلات بلوغ ما بلغته هذه الأسرة من جودة تصنيع الكمان، خصوصاً في ما يتعلق بالطلاء الذي يغطي الآلة والذي لم يتمكن أحد حتى الآن من معرفة تركيبته. والجدير بالذكر أن آلات ستراديفاري المتبقـية حتى اليـوم، تعـرض في أعظـم المتاحف وتباع القطـعة منها بالمـزادات بمـلايين الدولارات.

## أحجام آلة الكمان
يختلف حجم الكمان حسب عمر العازف لأن الحجم الخاطئ يجبر العازف على التمدد أكثر من اللازم أو الإضطرار الى الضغط لأعلى وفي كلتا الحالتين فإنه سيجعل تعلم العزف أصعب بكثير.
أحجام آلة الكمان من الأصغر إلى الأكبر:
| حجم الكمان | طول ذراع الكمان | عمر العازف     |
| ---------- | --------------- | -------------- |
| 1/16       | 35.5 cm         | بين 3-5 سنوات  |
| 1/10       | 38 cm           | بين 3-5 سنوات  |
| 1/8        | 42 cm           | بين 3-5 سنوات  |
| 1/4        | 47 cm           | بين4-7 سنوات   |
| 1/2        | 51 cm           | بين 6-10 سنوات |
| 3/4        | 56 cm           | بين 9-11 سنوات |
| 4/4        | 58.5 cm         | 11 سنة ومافوق  |

## أجزاء الكمان

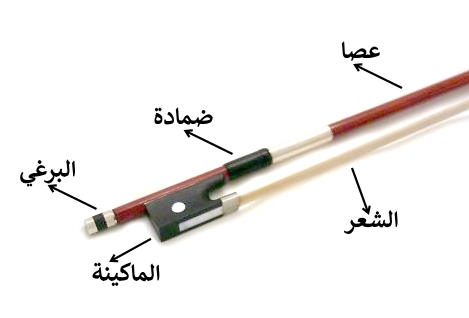
أجزاء قوس الكمان

## الصوت
المقال الرئيسي: كمان
عند تشغيله كأداة شعبية، ويشار عادة إلى الكمان في اللغة الإنجليزية لغير كمان (على الرغم من أن فترة الكمان يمكن استخدامها بصورة غير رسمية لا يهم ما هو نوع الموسيقى).من الناحية الفنية لا فرق بين كمان وكمان.ومع ذلك، بعض عازفي الكمان الشعبي يغيرون آلاتهم لأسباب مختلفة.يمكن أن ينظر إلى أحد الأمثلة في أمريكا (على سبيل المثال، البلو والقدامى في الوقت) عزف: في هذه الأنماط، يجب كشط الجسر أحيانا باستمرار بحيث يكون أقل انحناء. هذا يجعل من العزف أسهل بتوقف مزدوج أو بتوقف ثلاثي، مما يسمح للمرء بلعب الحبال مع جهد أقل.وبالإضافة إلى ذلك، العديد من عازفي الكمان يفضلون استخدام الذيل مع مدوزنات بشكل جيد على كافة السلاسل الأربعة بدلا من استخدام واحد فقط على السلسلة كما يفعل العديد من اللاعبين التقليديين.

## الكمان الكهربائي

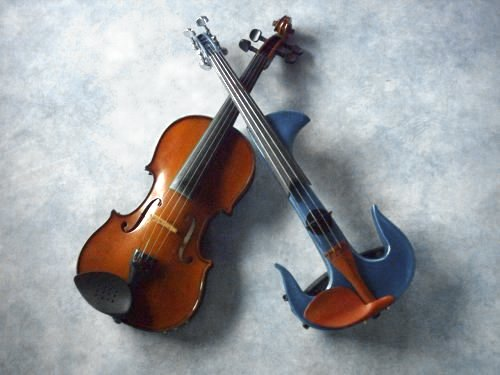
الكمان الصوتي والكهربائي

يحتوي الكمان الكهربائي على مغناطيسي أو لاقط كهرضغطي (يوصل الكهرباء حسب الضغط) يقوم بتحويل سلسلة الاهتزاز إلى إشارة كهربائية يتم إرسالها عبر كابل إلى مكبر للصوت. هي التي أنشأت الكمان الكهربائي عادة على هذا النحو، ولكن اللاقط يمكن أن يضاف إلى الكمان الصوتي التقليدي. الكمان الكهربائي له جسم رنان يستطيع أن ينتج الصوت بمستوى الاستماع بشكل مستقل عن العناصر الكهربائية يمكن أن يسمى الكهربائية الصوتية للكمان.لكي يكون فعالة بوصفها الكمان الصوتي، الكمان الكهربائي الصوتي يحتفظ بالكثير من الجسم يتردد من على آلة الكمان، وغالبا ما يبدو وكأنه مشابه كثيرا، بل وأحيانا حتى مطابق للكمان الصوتي أو الكمان.قد يتم الانتهاء في ألوان زاهية ومصنوعة من مواد بديلة للخشب. قد يحتاج هذا الكمان ليكون مشغول إلى مكبر للصوت.بعض الأنواع تأتي مع خيار الصامت الذي يسمح للعازف باستخدام سماعات الرأس التي يتم توصيلهاإلى الكمان.الإنشاء الخصوصي الأول للكمانات الكهربائية يعود تاريخها إلى 1928 حيث تم إنشاؤها من قبل فيكتور بفيل، أوسكار فيريلينغ، جورج أيزنبرغ، بنيامين مييسنير،جورج بوشامب، [[هوجو بينيوف لا يعتمد على سلسلة التوتر والصدى لتضخيم الصوت الخاصة بهم استطاعواالحصول على مزيد من السلاسل.على سبيل المثال خمس آلات كمان وترية كهربائية متاحة من العديد من الشركات المصنعة،وسبع سلاسل من الكمان الكهربائي (مع ثلاث سلاسل أقل تشمل مجالات التشيلو)متاحة. الغالبية العظمى من أول عازفي الكمان الكهربائي كانت لموسيقيين يعزفون موسيقى الجاز والموسيقى الشعبية.

## مصادقة الكمان
مصادقة الكمان هي عملية تحديد صانع وتاريخ صناعة الكمان. هذه العملية هي مماثلة لتلك المستخدمة لتحديد المصدر من الأعمال الفنية. كما يمكن ضمها كقيمة ذات معنى لآلات الكمان مصنوعة إما من قبل صانعين محددين أو في أوقات معينة وأماكن محددة. التزوير وغيرها من أساليب الغش المليئة بالتحريف يمكن استخدامها لتضخيم قيمة الآلة.

## أشهر عازفي الكمان في العالم[8][9]
كلاوديو مونتيفيردي - أركانجيلو كوريلي - أنطونيو فيفالدي - باخ - جوزيبي تارتيني - موزارت - بيتهوفن - روبرت شومان - يوهانس برامز - ادوارد جريج - بول هندميث - نيكولو باغانيني - جوزيف يواكيم - اسحاق ستيرن - أندريه ريو - نيكوس - صوفي موتر - استيفان غرابيلي - دافيد أويستراخ - سامويل ييريفيان -غوسيبي تارتيني - دايفيد غاريت
ومن أشهر العازفين العرب:
أحمد الحفناوي - أنور منسي - عبده داغر - جهاد عقل

## من أشهر معزوفات الكمان في العالم
- سوناتا الكمان الثانية لبيتهوفن.[10]
- كونشيرتو الكمان الثاني (Violin Concerto NO.2) للمؤلف بيلا بارتوك.
- كونشيرتو الكمان الثاني (Violin Concerto NO.2) للمؤلف بيرغ.
- عادات الغجر للمؤلف ساراسات
- الفصول الأربعة للمؤلف فيفالدي
- بارتيتا باخ الثانية للمؤلف يوهان سباستيان باخ
- مجموعة السوناتا الغامضة للمؤلف بيبر
- كونشيرتو الكمان الأول (Violin Concerto NO.1) للمؤلف بروغ
- كونشيرتو الكمان الأول (Violin Concerto NO.1) للمؤلف غلاس
- كابريس 24 (Caprice NO.24) للمؤلف باغانيني